# 신용쌍향포
신용쌍향포(神勇雙向袍: Pom Pom)는 홍콩에서 제작된 장동조 감독의 1984년 영화이다. 오요한 등이 주연으로 출연하였다. 출시명은 폭소쌍발탄이다.

## 출연

### 주연
- 오요한
- 잠건훈

### 조연
- 홍금보